# لن اوون آبرامسون
لن اوون آبرامسون (انگلیسی: Lyn Yvonne Abramson؛ زادهٔ ۷ فوریهٔ ۱۹۵۰) روان‌شناس اهل ایالات متحده آمریکا است. او در بنسون (مینه سوتا) متولد شد. او پی‌اچ‌دی روان‌شناسی بالینی را در سال ۱۹۸۷ از دانشگاه پنسیلوانیا دریافت کرد.